# Jesse James Hollywood
Jesse James Hollywood, född 28 januari 1980, är en före detta narkotikahandlare som i augusti 2000  kidnappade och sedan beställde mordet på femtonårige Nicholas Markowitz, efter en dispyt om pengar med dennes halvbror Benjamin Markowitz. Hollywood flydde efter mordet och blev därmed den yngsta personen att hamna på FBI:s "Most Wanted"-lista. Han greps fyra år senare i Brasilien, och dömdes 2009  till livstids fängelse för mordet.

## I kulturen
I korrespondensboken Five Years diskuterar journalisten Christian Kracht tillsammans med dirigenten och konstnären David Woodard flera gånger Hollywoods situation mellan åren 2004 och 2006. Den amerikanska filmen Alpha Dog från 2006 är baserad på Hollywoods liv.